# N106 (Frankrijk)
De N106 of Route nationale 106 is een nationale weg in het zuiden van Frankrijk. De weg vormt een verbinding tussen Nîmes en Balsièges, vlak bij Mende. Daarmee fungeert de N106 als een belangrijke achterlandverbinding in de regio Occitanie en trekt de weg veel interregionaal verkeer tussen de Middellandse Zee en het Centraal Massief aan.

## Geschiedenis
Vanaf 1998 werd de N106 tussen Alès en La Calmette in fases uitgebouwd tot expresweg met 2×2 rijstroken. In 2011 opende met de omlegging van La Calmette het laatste deel hiervan.

## Toekomst
Het gedeelte door de bebouwde kom van Nîmes is al jaren zwaar overbelast. Files komen hier frequent voor, zowel in drukke vakantie-weekenden als in de spits. Om deze problematiek te verlichten, zijn er plannen om een ongelijkvloerse westelijke randweg langs Nîmes aan te leggen die aansluit op de A9. 
N1 · N2 · N3 · N4 · N5 · N6 · N7 · N9 · N10 · N11 · N12 · N13 · N14 · N15 · N17 · N19 · N19J · N20 · N21 · N22 · N24 · N25 · N27 · N28 · N31 · N33 · N34 · N36 · N37 · N41 · N42 · N43 · N44 · N47 · N49 · N51 · N52 · N57 · N58 · N59 · N61 · N61A · N65 · N66 · N67 · N70 · N77 · N79 · N80 · N82 · N83 · N85 · N86 · N87 · N88 · N89 · N90 · N94 · N98 · N100 · N102 · N104 · N105 · N106 · N109 · N112 · N113 · N116 · N118 · N118A · N118B · N122 · N123 · N124 · N125 · N126 · N129 · N134 · N135 · N136 · N137 · N138 · N141 · N142 · N145 · N147 · N149 · N150 · N151 · N154 · N157 · N158 · N159 · N162 · N164 · N165 · N166 · N171 · N174 · N175 · N176 · N182 · N184 · N186 · N186A · N186B · N188 · N191 · N192 · N201 · N202 · N205 · N209 · N216 · N221 · N224 · N225 · N227 · N230 · N237 · N244 · N248 · N249 · N250 · N254 · N265 · N274 · N282 · N296 · N301 · N303 · N306 · N314 · N315 · N316 · N320 · N324 · N330 · N337 · N338 · N346 · N353 · N356 · N363 · N385 · N388 · N401 · N406 · N410 · N416 · N425 · N431 · N440 · N441 · N444 · N446 · N449 · N481 · N486 · N488 · N489 · N520 · N524 · N532 · N537 · N542 · N543 · N568 · N569 · N572 · N580 · N814 · N844 · N1007 · N1012 · N1013 · N1014 · N1019 · N1021 · N1029 · N1031 · N1043 · N1050 · N1075 · N1083 · N1104 · N1113 · N1134 · N1135 · N1141 · N1154 · N1338 · N1547 · N1569 · N2028 · N2043 · N2057 · N2162 · N2249